# Brandi Love
Brandi Love, pseudonimo di Tracey Lynn Livermore (Dearborn, 29 marzo 1973), è un'attrice pornografica statunitense.

## Biografia
Nacque a Dearborn (Michigan), da famiglia di discendenza anglo-tedesca. Il suo bisnonno era il celebre speculatore finanziario Jesse Livermore. Crebbe a Detroit, Michigan, e frequentò la Central Michigan University. La sua famiglia la allevò secondo i dettami del Presbiterianesimo. Prima di entrare nell'industria lavorava in un negozio di bagel e successivamente con suo marito ha avviato un'azienda che fabbricava etichette per i vini personalizzati.

## Carriera
Brandi iniziò la propria carriera nel mondo del porno nel giugno 2004 dando vita al proprio sito web BrandiLove.com, girando delle scene con il marito. Successivamente, a partire dal 2011, ha iniziato a girare video porno professionali lavorando per diverse case di produzione pornografiche quali Brazzers, Naughty America, Sweetheart Videos, Girlfriend Films, e Hustler Films. È apparsa in programmi come The Tyra Banks Show, The Keith Ablow Show e The Howard Stern Show, così come ha recitato in The Penn & Teller: Bullshit!, episodio di The War on Porn. Nel 2008 ha inoltre pubblicato un libro intitolato Getting Wild Sex from Your Conservative Woman (letteralmente: "Ottenere sesso selvaggio dalla tua donna conservatrice").
Brandi Love è considerata tra le attrice più note e affermate della categoria MILF tanto da aver vinto 8 volte il relativo premio nei concorsi più importanti del settore. Nel 2020 è stata inserita nella Hall of Fame degli AVN Awards.

## Vita privata
Nel 1994 si è sposata con Chris Potoski e i due hanno una figlia. La coppia risiede nella Carolina del Nord. Ha tatuata una caratteristica farfalla sul fondoschiena, oltre alla scritta Everything you've ever wanted is on the other side of fear ("Tutto ciò che hai sempre desiderato è dall'altra parte della paura") e un disegno sulla scapola e uno sulla caviglia destra.

## Politica
Brandi Love si autodefinisce repubblicana e alle elezioni del 2016 ha sostenuto Donald Trump mentre in passato ha sostenuto Bill Clinton.

## Riconoscimenti
- AVN Awards
  - 2020 – Hall of Fame - Video Branch[13]
- XBIZ Awards
  - 2018 – Best Actress - All-Girl Release per Candidate[14]
  - 2018 – MILF Performer of the Year[14]
  - 2025 - Best Sex Scene - Comedy Movie per American MILF con Christy Canyon, Serenity Cox, Maitland Ward, Phoenix Marie e Jason Luv[15]
- XRCO Award
  - 2019 - Vincitrice per Hall of Fame[16]
  - 2022 – MILF of the Year[17]
- Nightmoves Awards
  - 2013 – Best Cougar / MILF Performer (Editor's Choice)[18]
  - 2018 – Best MILF Performer (Fan's Choice)[19]
  - 2019 – Best Cougar / MILF Performer (Editor's Choice)[20]
  - 2020 – Best Cougar / MILF Performer[21]
- Spank Bank Awards
  - 2020 – Scantily Clad Potential US Senate Candidate (Techincal Awards)[22]